# Eremochelis giboi
Eremochelis giboi är en spindeldjursart som beskrevs av Muma 1989. Eremochelis giboi ingår i släktet Eremochelis och familjen Eremobatidae. Inga underarter finns listade i Catalogue of Life.